# Vaidotas Šlekys
Vaidotas Šlekys (ur. 11 lutego 1972) – litewski piłkarz występujący na pozycji pomocnika lub napastnika, reprezentant Litwy w latach 1991–1998.

## Kariera klubowa
Karierę na poziomie seniorskim rozpoczął w 1990 roku w klubie Ekranas Poniewież. W sezonie 1992/93 wywalczył z tym zespołem mistrzostwo Litwy. W dalszej części kariery występował w klubach szwajcarskich: FC Wil, FC Lugano, FC Schaffhausen, FC Vaduz (klub z Liechtensteinu rywalizujący w szwajcarskim systemie ligowym) i FC Chur 97 oraz w austriackich Rheindorf Altach i FC Rot-Weiß Rankweil. Jago zawodnik FC Vaduz wywalczył pięciokrotnie Puchar Liechtensteinu.

## Kariera reprezentacyjna
W latach 1991–1998 grał w reprezentacji Litwy, dla której rozegrał 32 mecze i strzelił 3 bramki. Wywalczył dwukrotnie Baltic Cup (1991, 1992).

## Sukcesy

### Zespołowe
Litwa
- Baltic Cup: 1991, 1992

Ekranas Poniewież
- mistrzostwo Litwy: 1992/93

FC Vaduz
- Puchar Liechtensteinu: 1999/00, 2000/01, 2001/02, 2002/03, 2003/04

### Indywidualne
- król strzelców A lygi: 1991/92, 1992/93, 1993/94